# Бологое-Московское
Болого́е-Моско́вское — узловая железнодорожная станция в городе Бологое на главном ходу Октябрьской железной дороги Москва — Санкт-Петербург, а также на линиях на Псков, Великие Луки и Сонково. Станция известна тем, что располагается практически посередине между Москвой и Санкт-Петербургом (точнее, расстояние до Санкт-Петербурга меньше на 12 км, чем до Москвы).

## История
Станция, I класса, была открыта 1 (13) ноября 1851 года, под названием Бологовская, в составе Санкт-Петербурго-Московской железной дороги. Название станции происходит от близлежащего озера Бологое и было утверждено приказом МПС № 227 от 21 декабря 1850 года. После переименовании дороги 8 (20) сентября 1855 года, станция в составе Николаевской железной дороги, а в 1863 году получила официальное название в создаваемой сети железных дорог — Бологое.
Первоначально на станции было построено типовое одноэтажное каменное здание вокзала длиной 115 метров, которое расположено между железнодорожных путей (здание вокзала окончательно построено в 1854 году) по проекту архитектора Желязевича Р. А., помощника Константина Тона, с двумя каменными платформами с обеих сторон, покрытых у пассажирского здания навесами. Пространство между подпорными стенками этих платформ было засыпано землёй и поверху уложен настил из путиловской плиты. Также на станции построено круглое кирпичное паровозное депо на 22 секции (18 стойл для паровозов по 15 метров + 4 пути сквозные) с поворотным кругом 13,3 метра. В 1869 году окончено строительство нового прямоугольного депо на 12 паровозов. В 1869—1872 годах на станции производились работы по удлинению 13 стойл в круглом депо.
После постройки Бологое-Рыбинской железной дороги, которая сдана в эксплуатацию 4 июня 1870 года, станция превращена в узловую, вследствие чего пришлось расширить пассажирское здание. Работы произведены в 1877 году. Над зданием построен второй этаж, в который перенесена часть служебных помещений с первого этажа и отведены квартиры для некоторых агентов службы эксплуатации. Впоследствии, с развитием пассажирского движения, обнаружилась недостаточность помещения для пассажиров III класса, вследствие чего в 1893-97 годах удлинён первый этаж здания.
11 ноября 1897 года от станции была открыта Бологое-Псковская линия Московско-Виндаво-Рыбинской железной дороги. В 1902 году началось строительство Бологое-Полоцкой железной дороги, в связи с этим планировалось построить новую станцию недалеко от станции Бологое с проектным названием Бологое-Полоцкое. В 1903 году станция Бологое была переименована в Бологое-Николаевское. 1 января 1907 года открыта Бологое-Полоцкая линия Николаевской железной дороги.
В 1923 году, после переименования Николаевской дороги в Октябрьскую, станция получила новое название — Бологое I Октябрьское, приказом НКПС № 1028 от 20 августа 1929 года станция в составе Октябрьских железных дорог, с 1936 года станция в составе Октябрьской железной дороги. В 1932 году станция получила нынешнее название — Бологое-Московское (Бологое I-Московское).
Во время Великой Отечественной войны станция Бологое подвергалась жестоким бомбёжкам. В пути, в районе станции Бологое, эшелоны 252-й дивизии подверглись нападению авиации противника. После войны до 1948 года архитектором В. Ф. Скаржинским восстанавливался вокзал максимально приближенно к первоначальному проекту и частично восстановлено круглое депо. С 1975 по 1982 год произведена работа по реконструкции вокзала: увеличен второй этаж, построен третий этаж и перестроена крыша, полезная площадь вокзала увеличена до 3,6 тыс. м².
Согласно тарифному руководству № 4 от 1965 года, станция производит операции по приёму и выдаче повагонных грузов, допускаемых к хранению на открытых площадках, по хранению грузов повагонными и мелкими отправками, загружаемых целыми вагонами на подъездных путях и местах необщего пользования, продажа билетов на все пассажирские поезда, приём и выдача багажа. Согласно тарифному руководству № 4 от 1975 года дополнительно на станции производятся операции по приёму и отправке грузов, требующих хранения в крытых складах. В 1971 году присвоен код ЕСР № 0655, 1975 году присвоен новый код ЕСР № 06550., с 1985 года код АСУЖТ (ЕСР) № 050009. В 1982 году станции присвоен код Экспресс-2 № 20660, с 1994 года новый код Экспресс-3 № 2004660.
От станции устроены подъездные пути: завод «Строммашина», арматурный завод, песочный склад, ПМС-82, электроподстанция «Бологое».

## Награды
- орден Отечественной войны I степени (4 мая 1985) — за заслуги в обеспечении Советской Армии и Военно-морского флота в годы Великой Отечественной войны.

## Инфраструктура
На станции Бологое-Московское находятся следующие предприятия:
- Локомотивное эксплуатационное депо Бологое ТЧ-4 (с пунктом подмены на станции Сонково ТЧП-93)
- Ремонтное вагонное депо Бологое ВЧД-3
- Эксплуатационное вагонное депо Бологое ВЧДЭ-4
- Бологовская дистанция пути ПЧ-5
- Бологовская дистанция электроснабжения ЭЧ-2
- Медведевская дистанция СЦБ ШЧ-3
- Бологовская дистанция СЦБ ШЧ-4
- Резерв проводников Бологое
- Бологовский региональный участок Октябрьской дирекции пассажирских обустройств
- Восстановительный поезд № 3022 ст. Бологое
- ПМС-82 ст. Медведево
- Бологовский региональный центр связи РЦС-8
- Региональный вычислительный центр РВЦ-2
- Стрелковая команда ст. Бологое Московского отряда ведомственной охраны
- Бологовский отряд ведомственной охраны

## Факты
Объявление о поезде, который следует в Санкт-Петербург, начинается с пяти нот из песни «Слушай, Ленинград», а в направлении Москвы - с пяти нот песни «Подмосковные вечера».

## Галерея

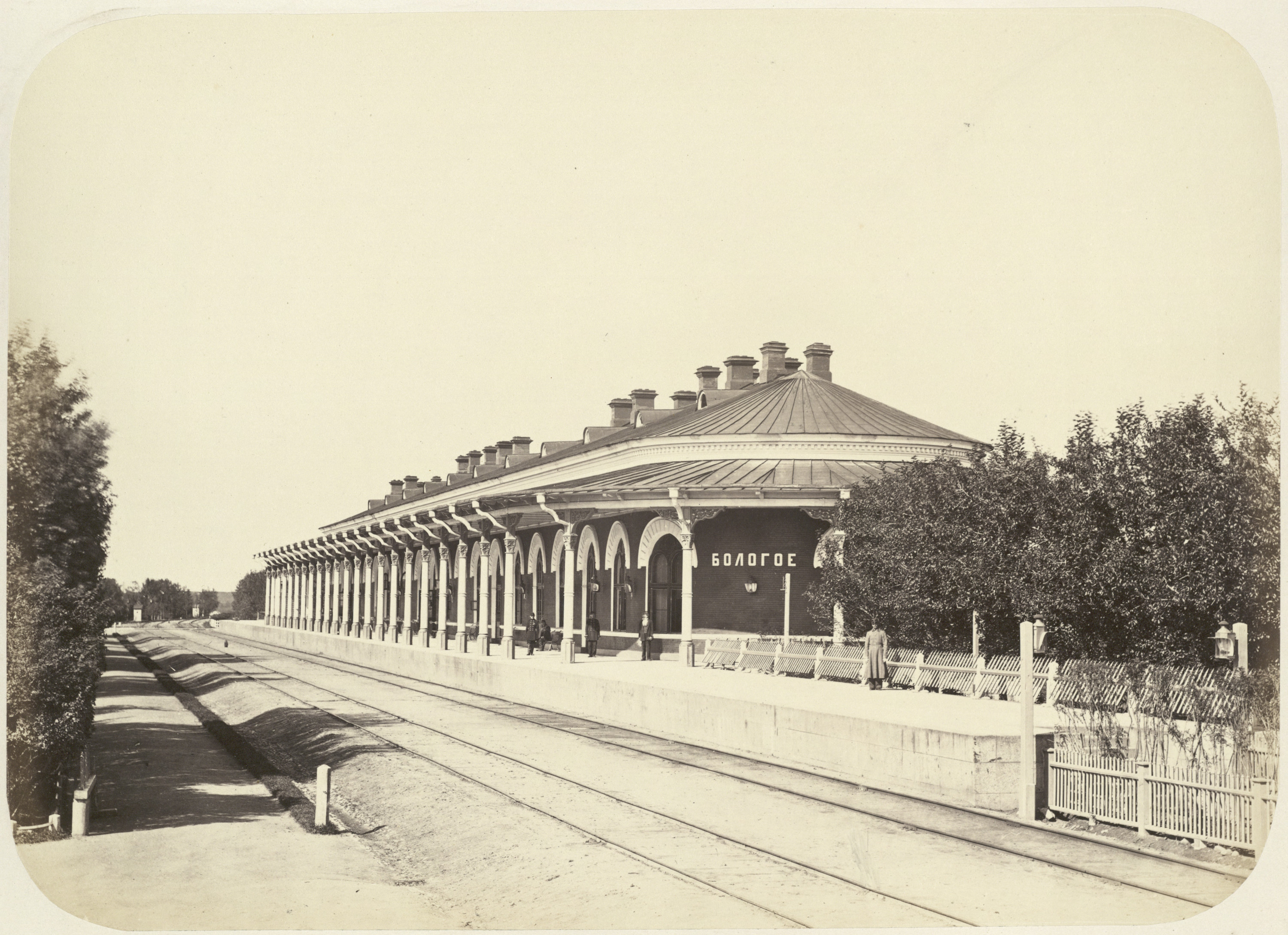
Станция в 1860-е годы
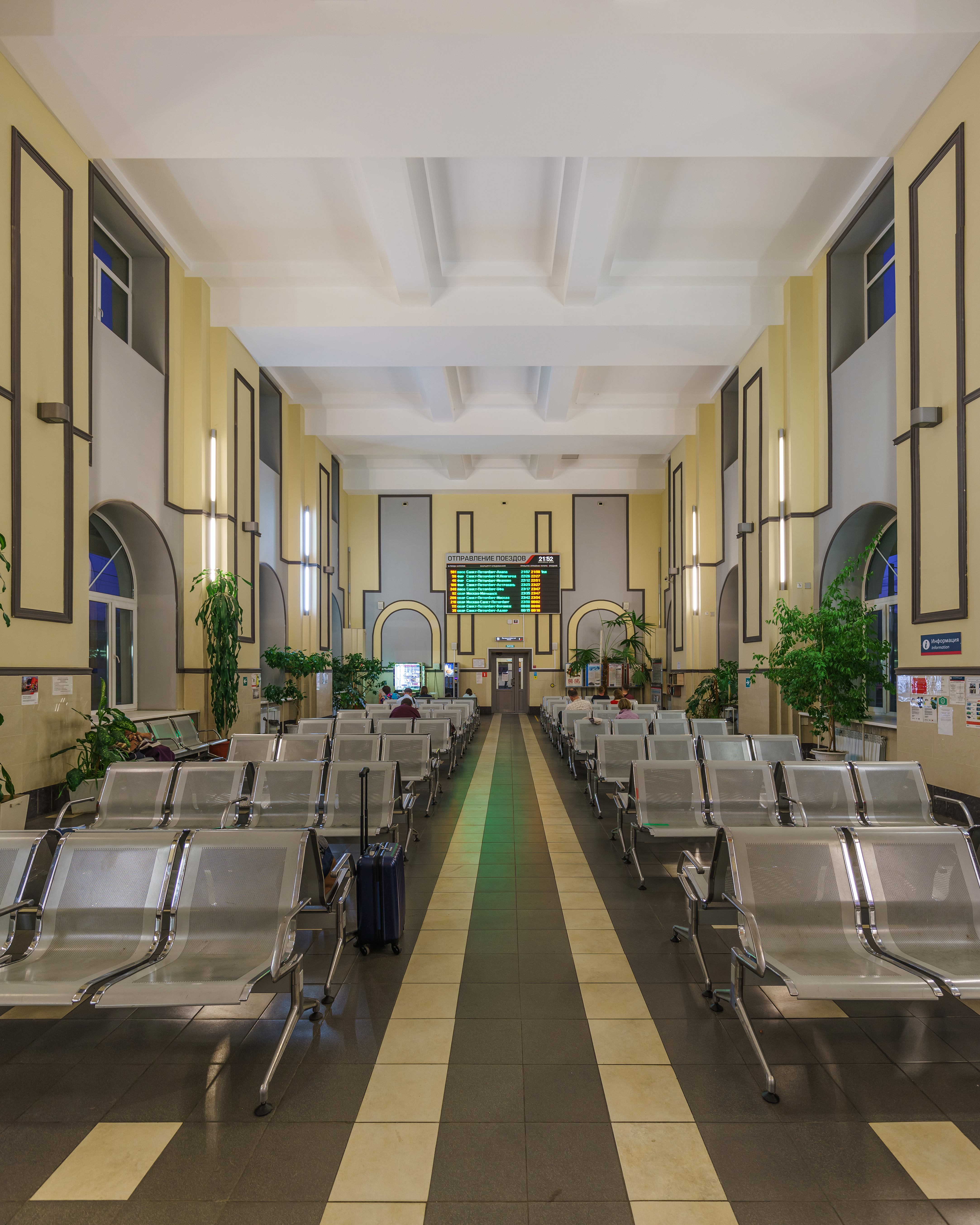
Современный интерьер вокзала
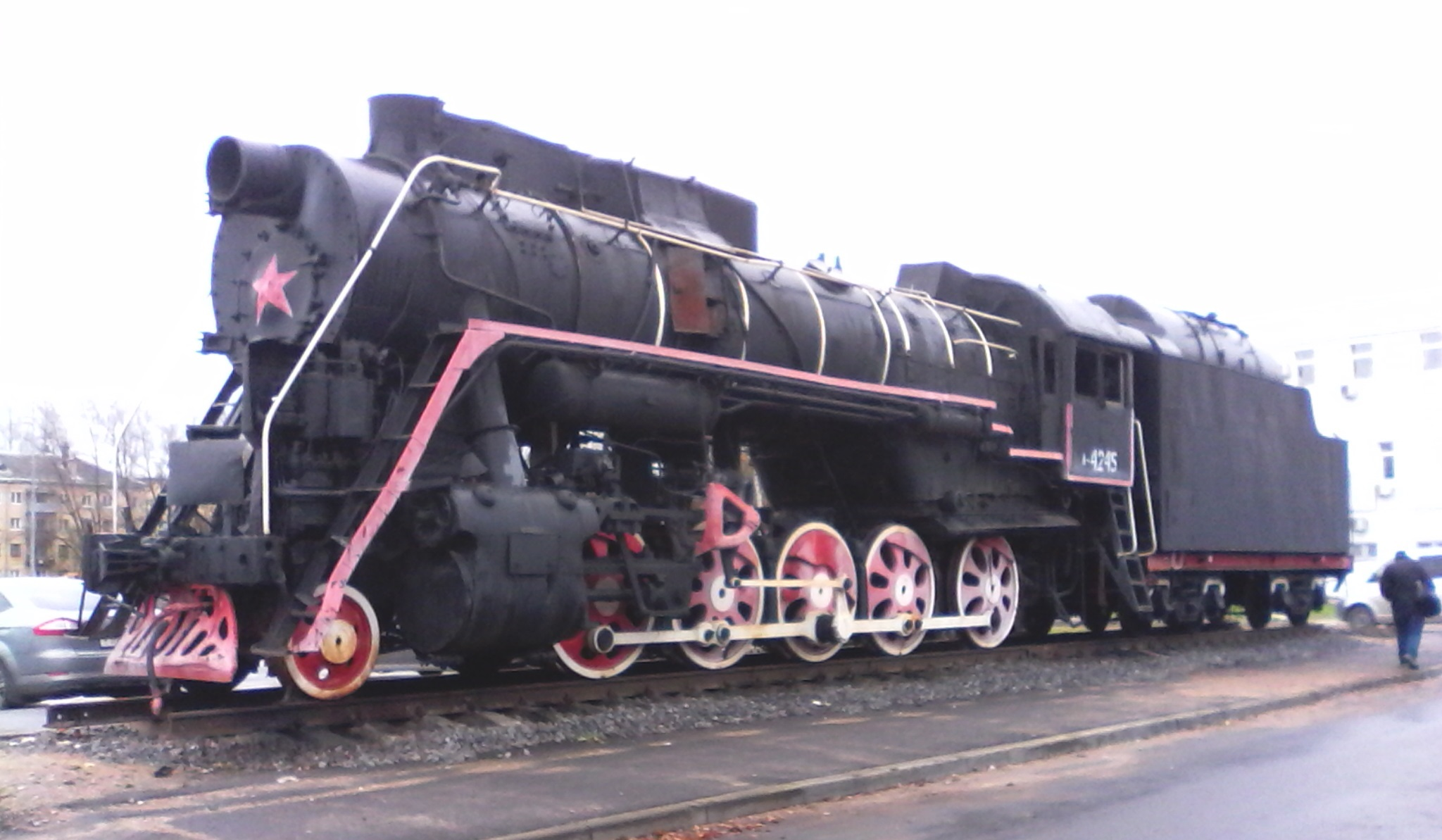
Паровоз-памятник серии Л
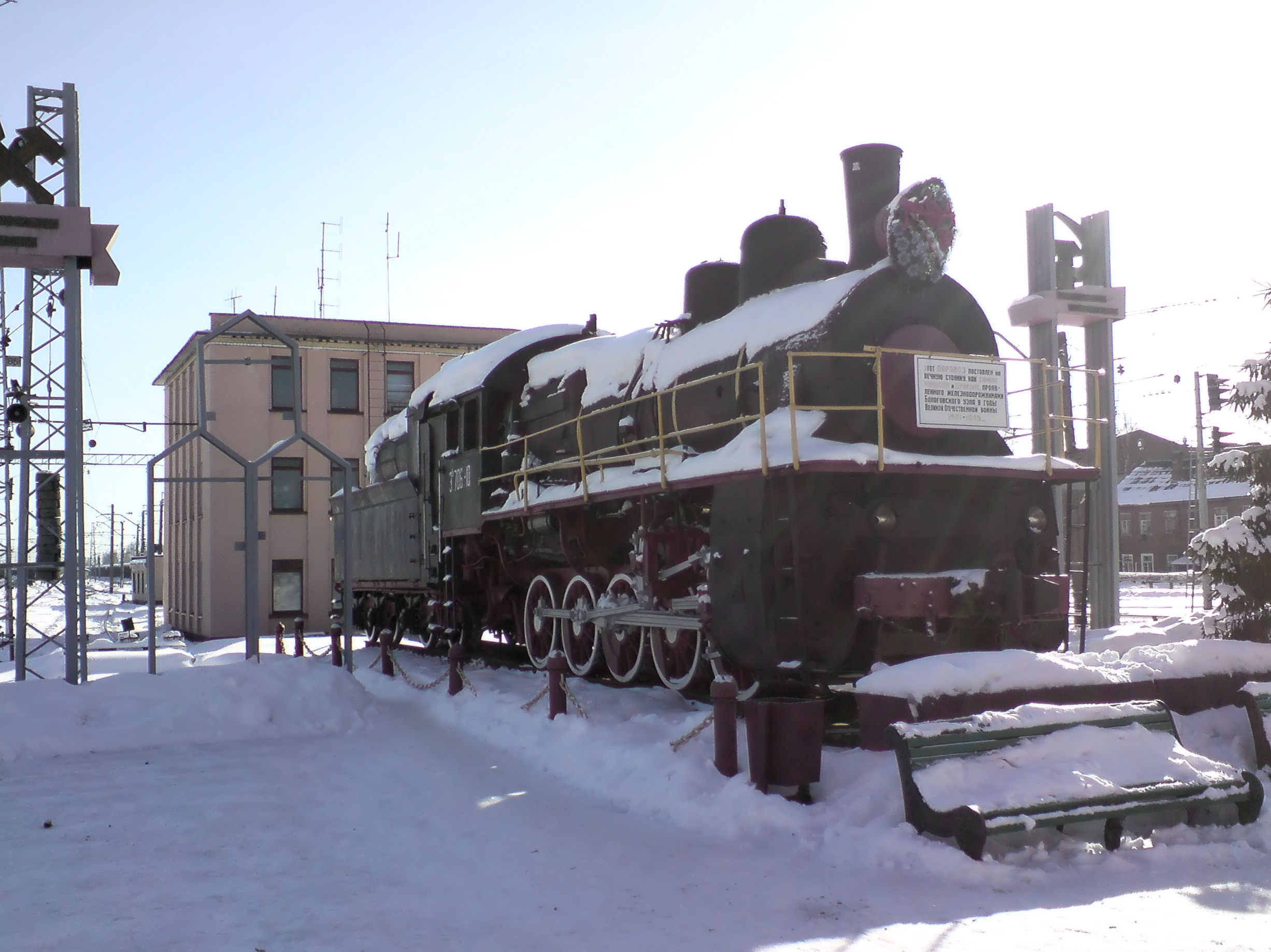
Паровоз-памятник серии Э
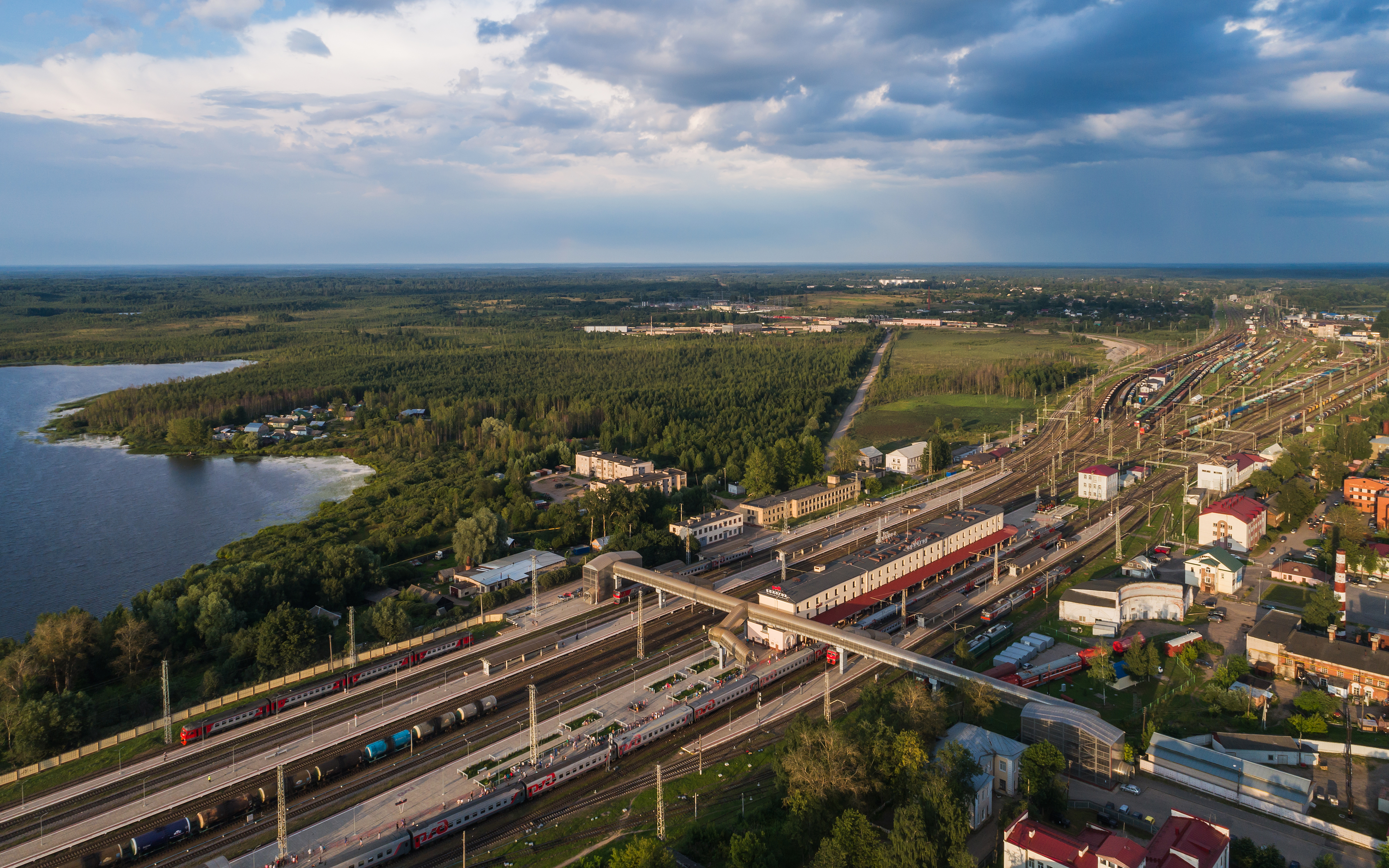
Аэрофотосъёмка платформ и путевого развития станции

## Движение
От станции отправляются электропоезда на Тверь, Малую Вишеру, Окуловку, а также пригородные поезда на тепловозной тяге на Дно (часть поездов на Валдай, Старую Руссу), Сонково, Великие Луки. На станции останавливается большинство поездов дальнего следования, идущих через неё. Станция является конечной для электропоездов, идущих из Твери, и для промежуточного электропоезда со стороны Окуловки.
По состоянию на декабрь 2018 года через станцию курсировали следующие поезда дальнего следования:
| Круглогодичное обращение поездов | Круглогодичное обращение поездов   | Круглогодичное обращение поездов | Круглогодичное обращение поездов   |
| № поезда                         | Маршрут движения                   | № поезда                         | Маршрут движения                   |
| -------------------------------- | ---------------------------------- | -------------------------------- | ---------------------------------- |
| 10/9 «Псков»                     | Псков — Москва                     | 10/9 «Псков»                     | Москва — Псков                     |
| 15 «Арктика»                     | Мурманск — Москва                  | 16 «Арктика»                     | Москва — Мурманск                  |
| 17 «Карелия»                     | Петрозаводск — Москва              | 18 «Карелия»                     | Москва — Петрозаводск              |
| 23 «2-этажный»                   | Санкт-Петербург — Москва           | 24 "2-этажный                    | Москва — Санкт-Петербург           |
| 27                               | -                                  | 28                               | Москва — Санкт-Петербург           |
| 29                               | Санкт-Петербург — Москва           | 30                               | Москва — Санкт-Петербург           |
| 33                               | Таллин — Москва                    | 34                               | -                                  |
| 35 «Северная Пальмира 2-этажный» | Санкт-Петербург — Адлер            | 36 «Северная Пальмира 2-этажный» | Адлер — Санкт-Петербург            |
| 41                               | Великий Новгород — Нижний Новгород | 42                               | Нижний Новгород — Великий Новгород |
| 43                               | Санкт-Петербург — Новороссийск     | 44                               | Новороссийск — Санкт-Петербург     |
| 45/46 «Текстильный Край»         | Санкт-Петербург — Иваново          | 45/46 «Текстильный Край»         | Иваново — Санкт-Петербург          |
| 49                               | Санкт-Петербург — Кисловодск       | 50                               | Кисловодск — Санкт-Петербург       |
| 59 «Волга»                       | Санкт-Петербург — Нижний Новгород  | 60 «Волга»                       | Нижний Новгород — Санкт-Петербург  |
| 81                               | Санкт-Петербург — Белгород         | 82                               | Белгород — Санкт-Петербург         |
| 89                               | Санкт-Петербург — Волгоград        | 90                               | Волгоград — Санкт-Петербург        |
| 87                               | Санкт-Петербург — Смоленск         | 88                               | Смоленск — Санкт-Петербург         |
| 91                               | Мурманск — Москва                  | 92                               | Москва — Мурманск                  |
| 107 «Самара»                     | Санкт-Петербург — Самара           | 108 «Самара»                     | Самара — Санкт-Петербург           |
| 109                              | Санкт-Петербург — Астрахань        | 110                              | Астрахань — Санкт-Петербург        |
| 111                              | Санкт-Петербург — Воронеж          | 112                              | Воронеж — Санкт-Петербург          |
| 115                              | Санкт-Петербург — Адлер            | 116                              | Адлер — Санкт-Петербург            |
| 119                              | Санкт-Петербург — Белгород         | 120                              | Белгород — Санкт-Петербург         |
| 121                              | Санкт-Петербург — Владикавказ      | 122                              | Владикавказ — Санкт-Петербург      |
| 127                              | Санкт-Петербург — Москва           | 128                              | Москва — Санкт-Петербург           |
| 131                              | Санкт-Петербург — Ижевск           | 132                              | Ижевск — Санкт-Петербург           |
| 133 «Поволжье»                   | Санкт-Петербург — Казань           | 134 «Поволжье»                   | Казань — Санкт-Петербург           |
| 135                              | Санкт-Петербург — Махачкала        | 136                              | Махачкала — Санкт-Петербург        |
| 139                              | Санкт-Петербург — Брянск           | 140                              | Брянск — Санкт-Петербург           |
| 145                              | Санкт-Петербург — Челябинск        | 146                              | Челябинск — Санкт-Петербург        |
| 337/338                          | Санкт-Петербург — Самара           | 337/338                          | Самара — Санкт-Петербург           |
| 347/348                          | Санкт-Петербург — Уфа              | 347/348                          | Уфа — Санкт-Петербург              |
| 607/608                          | Санкт-Петербург — Ярославль        | 607/608                          | Ярославль — Санкт-Петербург        |
| 721 «Ласточка»                   | Санкт-Петербург — Старая Русса     | 722 «Ласточка»                   | Старая Русса — Санкт-Петербург     |
| 755 «Сапсан»                     | Санкт-Петербург — Москва           | 756 «Сапсан»                     | Москва — Санкт-Петербург           |
| 761 «Сапсан»                     | -                                  | 762 «Сапсан»                     | Москва — Санкт-Петербург           |
| 763 «Сапсан»                     | Санкт-Петербург — Москва           | 764 «Сапсан»                     | -                                  |
| 765 «Сапсан»                     | Санкт-Петербург — Москва           | 766 «Сапсан»                     | Москва — Санкт-Петербург           |
| 767 «Сапсан»                     | -                                  | 768 «Сапсан»                     | Москва — Санкт-Петербург           |
| 773 «Сапсан»                     | Санкт-Петербург — Москва           | 774 «Сапсан»                     | Москва — Санкт-Петербург           |
| 775 «Сапсан»                     | Санкт-Петербург — Москва           | 776 «Сапсан»                     | Москва — Санкт-Петербург           |

| Сезонное обращение поездов | Сезонное обращение поездов     | Сезонное обращение поездов | Сезонное обращение поездов     |
| № поезда                   | Маршрут движения               | № поезда                   | Маршрут движения               |
| -------------------------- | ------------------------------ | -------------------------- | ------------------------------ |
| 55                         | Санкт-Петербург — Москва       | 56                         | Москва — Санкт-Петербург       |
| 61                         | Санкт-Петербург — Москва       | 62                         | Москва — Санкт-Петербург       |
| 189                        | Санкт-Петербург — Осташков     | 190                        | Осташков — Санкт-Петербург     |
| 209                        | Санкт-Петербург — Москва       | 210                        | Москва — Санкт-Петербург       |
| 225                        | Мурманск — Адлер               | 226                        | Адлер — Мурманск               |
| 227                        | Санкт-Петербург — Новороссийск | 228                        | Новороссийск — Санкт-Петербург |
| 241                        | Мурманск — Москва              | 242                        | Москва — Мурманск              |
| 245                        | Санкт-Петербург — Ейск         | 246                        | Ейск — Санкт-Петербург         |
| 247                        | Санкт-Петербург — Анапа        | 248                        | Анапа — Санкт-Петербург        |
| 259                        | Санкт-Петербург — Анапа        | 260                        | Анапа — Санкт-Петербург        |
| 285                        | Мурманск — Новороссийск        | 286                        | Новороссийск — Мурманск        |
| 293                        | Мурманск — Анапа               | 294                        | Анапа — Мурманск               |
| 479                        | Санкт-Петербург — Сухум        | 480                        | Сухум — Санкт-Петербург        |